# Sân bay Trang
Sân bay Trang (IATA: TST, ICAO: VTST) (tiếng Thái: ท่าอากาศยานตรัง) tọa lạc tại  Tambon Khok Lo, Amphoe Mueang Trang, Tỉnh Trang, cách thành phố Trang 7 km.

## Hãng hàng không
- Nok Air (Bangkok Don Mueang)
- Thai Air Asia (Bangkok Don Mueang)